# Avon Products
Avon Products, Inc. è un'azienda statunitense produttrice di cosmetici, profumi e bigiotteria presente in oltre 150 paesi con un fatturato complessivo di 5.7 miliardi di dollari, al 2017.
Il 23 maggio 2019, viene annunciata l'aquisizione di Avon da parte della azienda brasiliana Natura & Co. SA.

## Storia
Avon è stata fondata da David McConnell, un venditore di Bibbie porta a porta. Egli ebbe l'idea, per incrementare le vendite, di allegare alle sue Bibbie un omaggio, più precisamente un profumo che lui stesso creava. Da qui l'idea di fondare Avon, che nacque appunto prima di tutto come azienda produttrice di profumi. Decide di affidare poi la parte "commerciale" ad una donna (decisione molto coraggiosa se pensiamo al ruolo che aveva la donna nel 1886): Mrs Albee, moglie e mamma di 50 anni che diventa a tutti gli effetti la prima Presentatrice Avon della storia.
Tradizionalmente una compagnia di direct marketing (vendita diretta), il maggior mercato di Avon è oggi rappresentato da Cina e Russia. Responsabile della multinazionale dal 1999 è Andrea Jung. Avon utilizza soprattutto il sistema di vendita per catalogo (tramite le cosiddette "presentatrici Avon", circa 6 milioni nel mondo), oltre alla vendita online e nei negozi specializzati.
Avon è inoltre impegnata in alcune cause filantropiche, primariamente centrate sulle cause femminili, dalla violenza domestica al cancro al seno. Dal 2007, l'attrice Reese Witherspoon è stata scelta come testimonial della Avon Foundation. 
Nel 2010 la cantante Fergie, diventata anche testimonial nel 2011, ha collaborato con l'azienda per un profumo, Outspoken by Fergie e nuovamente nel 2012 sempre per un profumo abbinato a bagno doccia e lozione corpo VIVA by Fergie.